# Иван Лекарски
Иван Христов Лекарски е български лекар от епохата на Възраждането.

## Биография
Иван Лекарски е роден в град Кюстендил. Син е на Христо Лекарски (1786-1863) и племенник на Илия Ангелкович (?-1874), родом от Кюстендил и работил като лекар в Скопие, дарил 2000 гроша през 1854 година за новострояща се църква в Кюстендил и подпомогнал изданието на „Житие св. Григория Омиритскаго“ на Ав. Попстоянов (1852), починал в Скопие. Баща е на Васил Лекарски (1845-1877), който впоследствие също става лекар, и на Константин Лекарски (1853-1935). Помага на баща си в медицинската му практика в Кюстендил. Практикува в Цариград, при известни гръцки и турски лекари. Държи изпит пред Висшия румелийски санитарен съвет (1851), който му разрешава да практикува като лекар.
Назначен е за градски лекар в град Кюстендил (1856). Провежда две важни санитарни мерки: премества градското гробище от центъра при църквата „Успение Богородично“ на запад към църквата „Свети Мина“ - за западната половина от града, и в местността „Ридо“ - за източната част на града. построява навес край река Банщица, където задължава гражданите да колят и обработват добитъка, за да не се замърсяват улиците.
Участва и в борбите на кюстендилските граждани против гръцкото духовенство.
Неговата къща в град Кюстендил, на улица „Генерал Крум Лекарски“ № 13, известна като Лекарската къща, построена през 50-те години на XIX век, е паметник на културата.